# 藤井美菜
藤井美菜（1988年7月15日—）為日本女演员，九歲時進入演藝圈。最著名的角色是在電視劇《BLOODY MONDAY》中扮演的朝田葵，與出演東方神起的《為何我會喜歡上你？》MV。

## 生平
出生在美國加州，出生後十個月全家便搬回日本定居，小學四年級時從千葉縣千葉市搬至新潟縣新潟市居住，高中畢業後便搬到神奈川縣。
學歷為「新潟市立寄居中學校」、「慶應義塾湘南藤澤高等部」、「慶應義塾大學文學部」畢業。
進入演藝圈的契機是在九歲時搬到了新潟縣，新潟市民藝術文化會館的開業，並且還將在這裡舉行市民音樂劇，於是母親便推薦她去面試，此後開始了舞台劇的演出。
2006年，成為第88屆全國高等學校野球選手權大會的海報模特兒。2013年，出演MBC電視台的《我們結婚了–世界版》，與李洪基演出假想夫婦。

## 影視作品

### 電視劇
- 2007年1月：《ブロッコリー》／  CX    出演：山下いなほ
- 2008年1月：《鹿男》／  CX    出演：佐倉雅代
- 2008年10月：《BLOODY MONDAY》／  TBS 	出演：朝田葵
- 2009年3月：《世界奇妙物語 2009春之特別篇》／  CX 	 出演：水谷千明
- 2010年1月：《しぇいけんBABY! -Shakespeare Syndrome-》／  CX    出演：海野アズサ
- 2010年1月：《宿命 1969-2010》／  EX    出演：白井亞希子
- 2010年1月：《BLOODY MONDAY 2》／  TBS 	   客串：朝田葵
- 2010年4月：《白色榮光 2》／  KTV    客串：青木恵理
- 2010年7月：《天使之享》／  NHK	出演：恵子
- 2010年10月：《FACE MAKER》／  YTV 	客串：安西エリナ
- 2010年11月：《クラシックミステリー 名曲探偵アマデウス》／  NHK	出演：白鳥姫子
- 2011年1月：《美麗鄰人》／  KTV 	  出演：真下亞美
- 2012年1月：《搖滾王子東京店》／  KTV     客串：桃子
- 2012年4月：《赤塚不二夫與兩個妻子》／  NHK BS Premium    出演：りえ子
- 2012年4月：《戀愛的Maison》／  TX 	  出演：レイカ
- 2012年7月：《走馬燈株式會社》／  TBS 	  客串：沼田しのぶ
- 2012年9月：《熊貓小姐和刺蝟》／ Channel A 客串：ミナ
- 2012年11月：《電視劇帝王》／ SBS 出演：井口秋子
- 2012年12月：《再一次的婚禮》／ KBS 出演：恩敏瑞
- 2013年4月：《大岡越前》／  NHK BS Premium    客串：お志乃
- 2013年9月：《馬鈴薯星2013QR3》／ tvN 出演：日本女生
- 2014年9月：《金田一少年之事件簿N (neo)》／  NTV 出演：月讀吉賽兒
- 2014年10月：《世界奇妙物語 2014秋之特別篇》／  CX 	 出演：雅實
- 2014年10月：《妻子們的新幹線》／  NHK名古屋 	 出演：島多代
- 2014年11月：《媽媽爸爸的生存理由》／  TBS 	 出演：津山千佳
- 2015年4月：《暗之伴走者》／  WOWOW 	 出演：室谷祥子／園田貴美子
- 2016年9月：《死亡筆記本 NEW GENERATION前傳》	 出演：七瀨聖
- 2019年7月：《偵探醫生》／ SBS	 出演：石珍兒
- 2019年7月：《潤一》／關西電視台 出演：映子
- 2020年2月：《葉村晶：世界上最不幸的偵探》／  NHK綜合	 出演：由良香織
- 2020年9月：《妖怪合租屋》 第7話／  朝日電視台	 出演：生霊/原島（西岡）梨沙
- 2020年10月：《刑事 魚住久江』》／  東京電視台	 出演：ヨウコ
- 2020年10月：《春與蒼的便當盒》／  BS東視	 出演：織江
- 2020年10月：《無賴刑事三世》／  朝日電視台	 出演：三田陽菜
- 2021年2月：《神的病歷簿》 第2話／  東京電視台	 出演：四賀藍子
- 2021年4月：《理想男子》／  東京電視台	 出演：安積茉莉沙
- 2021年11月：《言靈莊》第7話 - 最終話／  朝日電視台	 出演：夏目三葉
- 2022年1月：《駐在刑事》Season3／  東京電視台	 出演：和泉玲香
- 2022年3月：《小靜和爸爸》／  NHK BS Premium	 出演：長谷川真琴
- 2022年5月：《吉祥寺魯蛇》／  東京電視台	 客串：秦彌生
- 2025年8月：《代替旅行》／  Channel A 第6集客串：綠（首部韓劇）

### 電影
- 2007年10月6日：《未來預想圖》／松竹   	  出演：宮本あすか
- 2008年3月15日：《與狗狗的10個約定》／松竹 	  出演：ミチ(女高中生)
- 2010年1月23日：《All to the Sea》／東京劇場 	  出演：ゆか
- 2010年7月10日：《恐怖》／東京劇場   	  出演：太田かおり
- 2010年12月4日：《武士的家計帳簿》／ASMIK ACE   	  出演：猪山政
- 2013年10月26日：《人狼遊戲》   	  出演：井上真理绘
- 2014年5月30日：《MONSTERZ》   	  出演：押切奈々
- 2014年6月7日 ：《女子戰隊》   	  出演：青田美佳（小藍）
- 2015年5月：《我的新野蠻女友》／韓國
- 2016年7月：《死亡筆記本 NEW GENERATION》   	  出演：七瀨聖
- 2018年2月17日:《末日飛船》/韓國  	  出演：Eve
- 2018年4月13日：《盛情款待》／松竹   	  出演：尚子[2]

## 作品

### 綜藝節目
- 2013年 MBC《我們結婚了 世界版》與李洪基為彩虹夫婦
- 2014年 MBC《Hello異鄉人》

### 參與音樂錄影帶(MV)
- 2009年 東方神起 為什麼喜歡妳
- 2011年 Every Little Thing Star
- 2013年 Shinhwa This Love
- 2013年 許永生 身體虛弱的孩子
- 2015年 金俊秀 仿如昨日 Yesterday
- 2016年 林峯 当爱靠近 Love Is Near

### 其他歌曲
- 2013年  我倆(two of us)，收錄於我們結婚了 國際版CD曲目2，與FT Island 李洪基合唱。

## 獎項

### 大型頒獎禮獲獎獎項
| 年份   | 名稱                 | 獎項           | 作品   | 結果 |
| 2016年 | 第11屆首爾國際電視節 | 女子亞洲明星獎 | 不適用 | 獲獎 |

## 外部連結
- 藤井美菜的Instagram帳戶
- 藤井美菜Humanité官方專頁 （页面存档备份，存于）
- 藤井美菜官方部落格 mina's note